# Blidworth
Blidworth är en ort och civil parish i Storbritannien.   Den ligger i grevskapet Nottinghamshire och riksdelen England, i den sydöstra delen av landet, 190 km norr om huvudstaden London. Blidworth ligger 111 meter över havet och antalet invånare är 4 452.
Terrängen runt Blidworth är platt, och sluttar österut. Runt Blidworth är det ganska tätbefolkat, med 222 invånare per kvadratkilometer. Närmaste större samhälle är Nottingham, 16,2 km söder om Blidworth. Trakten runt Blidworth består till största delen av jordbruksmark.